# Komunikaty Mazursko-Warmińskie
Komunikaty Mazursko-Warmińskie – są najstarszym, ukazującym się od 1957 roku w Olsztynie czasopismem o charakterze humanistycznym spełniającym wysokie standardy naukowe. Pismo ma charakter ponadregionalny, odnoszący się do Polski północno-wschodniej, a także terenów historycznych Prus. W Komunikatach publikują naukowcy z kraju oraz z zagranicy. Dzięki współpracy z uczonymi niemieckimi, rosyjskimi, czy litewskimi, czasopismo jest rozpoznawalne poza granicami Polski. Wysoki poziom naukowy czasopisma zapewnia międzynarodowa Rada Naukowa, której członkami są zainteresowani regionem badacze. Komunikaty Mazursko-Warmińskie prezentują na swych łamach różnorodne badania naukowe,  poświęcając swoją uwagę tematyce m.in. dawnych krain pruskich i powojennej historii regionu północno-wschodniego. Pismo buduje tożsamość regionalną, podejmując tematy badawcze weryfikujące dotychczasową wiedzę o przeszłości regionu. Swe miejsce znajdują prace z zakresu archeologii, historii, nauk teologicznych oraz nauk o kulturze i religii.